# Аса Гатчінсон
Вільям Аса Гатчінсон (англ. William Asa Hutchinson; нар. 3 грудня 1950, Бентонвіль, Арканзас) — американський політик-республіканець, губернатор Арканзасу із січня 2015 до січня 2023 року.
Колишній державний прокурор Західного округу штату Арканзас, що базується у Форт-Сміті. Був членом Палати представників США з 1997 до 2001 року, адміністратором Управління боротьби з наркотиками з 2001 до 2003 і заступником Міністра національної безпеки США з питань кордону та транспортної безпеки з 2003 до 2005 року.
2 квітня 2023 року оголосив про висунення своєї кандидатури на президентських виборах 2024.